# 秦岭锦鸡儿
秦岭锦鸡儿（学名：Caragana shensiensis）为豆科锦鸡儿属下的一个种。

## 扩展阅读
- 維基物種上的相關：秦岭锦鸡儿